# Marine bulgare
La marine bulgare (en bulgare Военноморски сили на Република България, Voennomorski sili na Republika Bǎlgariya) est la marine de guerre de la République de Bulgarie et fait partie des forces armées bulgares. Elle a été largement ignorée dans les réformes que la Bulgarie a dû entreprendre pour se conformer aux normes de l'OTAN, principalement en raison des dépenses importantes engagées et du fait que les attaques navales ne sont pas considérées comme une grande préoccupation pour la sécurité du pays. C'est pourquoi trois des quatre sous-marins de classe Roméo sont maintenant tous désarmés et hors service depuis un certain temps, le dernier en novembre 2011. Seules les frégates, corvettes et vedettes lance-missiles les plus modernes sont en service actif.

## Histoire
Afin de répondre à certaines exigences de l'OTAN, le gouvernement bulgare a acheté une frégate belge de classe Wielingen  en 2005 : le Wandelaar (F-912), construit en 1977, a été rebaptisé BG Drazki. La même année, le navire bulgare Smeli participe pour la première fois en tant que membre à part entière de l'OTAN à l'opération OTAN OAE (Operation Active Endeavour). En 2006, à la suite d'une décision de l'Assemblée nationale bulgare, le Drazki a été déployé dans le cadre de la Force intérimaire des Nations unies au Liban (FINUL), patrouillant les eaux territoriales du Liban sous commandement allemand. C'était la première fois que la marine bulgare participait à une opération internationale de maintien de la paix. Le gouvernement bulgare a acheté deux frégates de classe Wielingen et un chasseur de mines de classe Tripartite en 2007.

### Bases
La marine bulgare est centrée sur deux bases principales en mer Noire. L'un est près de la ville de Varna. L'autre est la base navale d'Atiya, près de la ville de Burgas.

## Flotte
La marine bulgare modernisera à l'avenir trois de ses frégates de classe Wielingen. Les frégates seront équipées de plates-formes d'atterrissage, permettant aux hélicoptères d'atterrir et de décoller des ponts des navires. La liste ne comprend pas les navires affectés à la police des frontières.
Elle dispose en 2019 des moyens suivants :
| Name                                                    | Photo                               | Type                                | Classe                              | Origine                             | Details                             |
| 1re Division (Base navale de Varna)                     | 1re Division (Base navale de Varna) | 1re Division (Base navale de Varna) | 1re Division (Base navale de Varna) | 1re Division (Base navale de Varna) | 1re Division (Base navale de Varna) |
| ------------------------------------------------------- | ----------------------------------- | ----------------------------------- | ----------------------------------- | ----------------------------------- | ----------------------------------- |
| Reshitelni (13)                                         |                                     | Corvette                            | Classe Pauk                         | Union soviétique                    | [ 1 ]                               |
| Bodri (14)                                              | Corvette                            | Classe Pauk                         | Union soviétique                    | [ 1 ]                               |                                     |
| Smeli (11)                                              |                                     | Frégate                             | Classe Koni                         | Union soviétique                    | [ 2 ]                               |
| 3e Division (Base navale de Varna)                      |                                     |                                     |                                     |                                     |                                     |
| Tsibar (32)                                             |                                     | Chasseur de mines                   | Classe Tripartite                   | Belgique                            | ex-Belge M922 Myosotis              |
| N° de coque : 51, 52, 53, 54, 55, 56                    |                                     | Dragueur de mines                   | Olya                                | Union soviétique                    | [ 4 ]                               |
| Iskar (31) (Iskar)                                      |                                     | Dragueur de mines                   | Classe Vanya (en)                   | Union soviétique                    | [ 5 ]                               |
| Dobrotich (33)                                          | Dragueur de mines                   | Classe Vanya (en)                   | Union soviétique                    | [ 5 ]                               |                                     |
| Captain-lieutenant Kiril Minkov (34)                    | Dragueur de mines                   | Classe Vanya (en)                   | Union soviétique                    | [ 5 ]                               |                                     |
| Captain 1st rank Dimitar Paskalev (36)                  | Dragueur de mines                   | Classe Vanya (en)                   | Union soviétique                    | [ 5 ]                               |                                     |
| 4e Division (Base navale Atia)                          |                                     |                                     |                                     |                                     |                                     |
| Drazki (41)                                             |                                     | Frégate                             | Classe Wielingen                    | Belgique                            | ex-Belge Wandelaar(F912)            |
| Verni (42)                                              | Frégate                             | Classe Wielingen                    | Belgique                            | ex-Belge Wielingen (F910)           |                                     |
| Gordi (43)                                              | Frégate                             | Classe Wielingen                    | Belgique                            | ex-Belge Westdiep(F911)             |                                     |
| Malniya (101)                                           |                                     | Corvette                            | Classe Tarentul                     | Union soviétique                    | [ 7 ]                               |
| 6e Division (Base navale Atia)                          |                                     |                                     |                                     |                                     |                                     |
| Briz (61)                                               |                                     | Dragueur de mines                   | Classe Sonya                        | Union soviétique                    | [ 8 ]                               |
| Shkval (62)                                             | Classe Sonya                        | Union soviétique                    | Union soviétique                    | [ 8 ]                               |                                     |
| Priboi (63)                                             | Classe Sonya                        | Union soviétique                    | [ 8 ]                               |                                     |                                     |
| N° coque : 65, 66, 67, 68                               |                                     | Minesweeper                         | Classe Yevgenya                     | Union soviétique                    | [ 9 ]                               |
| 18e Division (Naval Base Location Varna)                |                                     |                                     |                                     |                                     |                                     |
| Captain 1st rank Dimitar Dobrev (206)                   |                                     | Navire de démagnétisation           | Type 1799 Degaussing ship           | Pologne                             | [ 11 ]                              |
| N° coques : 121, 215, 216                               |                                     | Cotre                               | Project 160 (cotre multifonction)   | Bulgarie                            | [ 12 ]                              |
| N° coque : 223                                          |                                     | Cotre                               | Project 245                         | Bulgarie                            | [ 13 ]                              |
| N° coque : 231                                          |                                     | Cotre                               | Project 612                         | Bulgarie                            | [ 14 ]                              |
| Balchik (203)                                           |                                     | Tanker                              | Project 650 tanker                  | Bulgarie                            | [ 15 ]                              |
| Proteo (224) e                                          |                                     | Navire de sauvetage                 |                                     | Italie                              | ex-Italien А 5310 Proteo,           |
| N° coque : 211                                          |                                     | Remorqueur                          |                                     | Bulgarie                            | [ 18 ]                              |
| 96e Division (Naval Base Location Atia)                 |                                     |                                     |                                     |                                     |                                     |
| N° coque : 312, 313                                     |                                     | Cotre                               | Project 160 (multifonction)         | Bulgarie                            | [ 12 ]                              |
| N° coque : 323                                          |                                     | Cotre                               | Project 245                         | Bulgarie                            | [ 13 ]                              |
| N° coque : 331                                          |                                     | Cotre                               | Project 612                         | Bulgarie                            | [ 14 ]                              |
| Akin (303)                                              |                                     | Tanker                              | Project 650 tanker                  | Bulgarie                            | [ 15 ]                              |
| Aheloy (321)                                            |                                     | Fireboat                            | Project 250                         | Bulgarie                            | [ 19 ]                              |
| N° coque : 410                                          |                                     | Remorqueur                          |                                     | Bulgarie                            | [ 18 ]                              |
| Académie navale "N.Y. Vaptsarov" (Base navale de Varna) |                                     |                                     |                                     |                                     |                                     |
| N° coque : 421                                          |                                     | Navire-école                        |                                     | Bulgarie                            | [ 20 ]                              |

### Aéronefs
Les appareils en service en 2019 sont les suivants: 
| Aérospatiale AS565 Panther | France | Hélicoptère moyen polyvalent | 2 | AS565MB (1 détruit le 15 juin 2017) |
| Sud-Aviation SA365 Dauphin | France | Hélicoptère transport moyen  | 1 |                                     |